# The Buckaroos
The Buckaroos är en svensk musikgrupp som bildades 1984.

## Historia
The Buckaroos bildades efter att bandets sångare, Jalle Olsson, slutade som trummis i Wilmer X. Bandet spelar musik med tydliga influenser från den amerikanska södern. Rock, cajun, New Orleans R&B och Southern Soul. 
Repertoaren består dels av covers men också egna låtar. De flitigaste låtskrivarna är Wilmer X:s Nisse Hellberg, Pontus Snibb och Jalle Olsson.
Buckaroos har gjort 9 CD-plattor. Bandet har under de senast 10 åren haft i stort sett samma sättning med inriktning på rockabilly, rock'n'roll och R&B som har sina rötter i den amerikanska södern. Några andra medlemmar i bandet som kan nämnas är Pontus Snibb, Torbjörn Möller, Håkan Nyberg och Magnus Nörrenberg.

## Diskografi
- Come what may (you are mine) (1985) [2]
- Try rock'n roll (1987)
- It ain't rock 'n' roll ; Christine ; Strictly orders (1988) (singel)
- Eld mot eld (1991) med Wilmer X
- Rock 'n' roll jamboree (1995)
- The Buckaroos in Austin (1997)
- Merry Christmas (1997)
- Nola (1998)
- Rockin' with the Buckaroos (2007)